# ويليام ماي غارلاند
ويليام ماي غارلاند (بالإنجليزية: William May Garland)‏ هو سمسار العقارات أمريكي، ولد في 31 مارس 1866، وتوفي في 26 سبتمبر 1948 في مونتيري في الولايات المتحدة.

## روابط خارجية
- ويليام ماي غارلاند على موقع أوليمبيديا (الإنجليزية)